# Cannone da 65/17 modello 13
cannone da 65/17 modello 13 var en artilleri piece, som blev udviklet af Italien til brug i dets bjerg- og infanterienheder. Betegnelsen betyder 65 mm kaliber kanon, med en løbslængde på 17 kalibre, og som blev taget i brug i 1913. Betegnelsen forkortes ofte til cannone da 65/17.

## Beskrivelse
Kanonen var af en let konstruktion. 65 mm kanonen var udformet til brug i vanskeligt terræn og under ekstreme vejrbetingelser. Løbet var 17 kalibre langt, og var udformet til at skyde med i en flad bue. Lavetten var ligeledes enkel og bestod af en fod og uaffjedrede hjul så den kunne trækkes af heste.
Kanonen kunne deles op i fem dele til transport.
Et simpelt sammenfoldeligt skjold blev også udformet i 1935.

## Historie
65 mm kanonen blev først taget i brug af de italienske bjergtropper i 1913, og de brugte den indtil afslutningen af 2. verdenskrig. Afløsere kom i 1920'erne og kanonen blev overført til det almindelige infanteri. Den var vellidt af infanteriet fordi den vejede så lidt og fungerede godt under svære forhold. Trods dens lave kaliber gjorde den tjeneste under 2. verdenskrig som et nærstøttevåben for de italienske styrker. Det fungerede også hvis den var monteret på en lastbil og i Nordafrika som panserværnsartilleri.

## EKsterne kilder
- (1915) Servizio del Cannone da 65 Mont. (manual fra 1915, som beskriver betjening og anvendelse af kanonen samt træning af besætningen)